# Graptomyza formosana
Graptomyza formosana är en tvåvingeart som beskrevs av Tokuichi Shiraki 1930. Graptomyza formosana ingår i släktet Graptomyza och familjen blomflugor.
Artens utbredningsområde är Taiwan. Inga underarter finns listade i Catalogue of Life.